# Hermann Kastner
Hermann Kastner (ur. 25 października 1886 w Berlinie, zm. 4 września 1957 we Frankfurcie nad Menem) – niemiecki prawnik i polityk, wykładowca, w latach 1949–1950 współprzewodniczący Liberalno-Demokratycznej Partii Niemiec i wicepremier NRD.

## Życiorys
Urodził się w rodzinie nauczyciela. W latach 1904–1908 studiował ekonomię i prawo na Uniwersytecie Fryderyka Wilhelma w Berlinie. W 1909 uzyskał stopień doktora nauk prawnych na Uniwersytecie w Jenie na podstawie rozprawy „Der Impfzwang und das Reichs-Impfgesetz vom 8. April 1874” („Szczepienia obowiązkowe i ustawa o szczepieniach z 8 kwietnia 1874”). Po ukończeniu studiów pracował jako urzędnik w berlińskim samorządzie. W 1917 rozpoczął pracę jako wykładowca w Akademii Księcia Leopolda w Lippe-Detmold, gdzie wykładał prawo konstytucyjne, komunalne i administracyjne. W 1918 przystąpił do Niemieckiej Partii Demokratycznej, był m.in. jej prezesem we Wschodniej Saksonii. W latach 1922–1930 zasiadał z ramienia DDP w Landtagu Saksonii, a w latach 1930–1933 był reprezentantem Niemieckiej Partii Państwowej (niem. Deutsche Staatspartei, DStP). W okresie rządów nazistowskich pracował jako adwokat, broniąc m.in. działaczy antyfaszystowskich, za co był aresztowany. Utrzymywał kontakty z ruchem oporu.
W 1945 objął funkcję prezesa Saksońskiej Izby Adwokatów i Notariuszy. Został prezesem saksońskiego oddziału Liberalno-Demokratycznej Partii Niemiec (do 1947). W 1946 uzyskał mandat deputowanego do saskiego Landtagu, zostając jego wiceprzewodniczącym. W latach 1946–1948 sprawował urząd ministra sprawiedliwości w rządzie Saksonii. W 1948 podjął pracę w Niemieckiej Komisji Gospodarczej (Deutsche Wirtschaftskommission) – pełnił obowiązki jej wiceprzewodniczącego. Jednocześnie zasiadał w Niemieckiej Radzie Ludowej, która miała za zadanie opracowanie konstytucji dla NRD. Od 1948 sprawował funkcję wiceprzewodniczącego, a od 1949 współprzewodniczącego LDPD.
11 października 1949 objął funkcję wicepremiera w rządzie Otto Grotewohla. W lipcu 1950, w związku ze sprzeciwem wobec wspólnego startu LDPD i SED w ramach wyborczego Bloku, został odwołany ze stanowiska i wyrzucony z LDPD (oficjalnym powodem było sprzeniewierzenie pieniędzy i korupcja).
W 1951 został zrehabilitowany, obejmując przewodnictwo nad Komisją na rzecz Wspierania Inteligencji (Ausschuss zur Förderung der Intelligenz). We wrześniu 1956 uciekł do RFN, zamieszkując w Monachium.